# Settimo Torinese
Settimo Torinese er en italiensk by (og kommune) i regionen Piemonte i Italien, med omkring 45.840(2023) indbyggere. 